# Автошлях E012
Європейський маршрут E012 — це європейський автомобільний маршрут категорії Б, що проходить e Казахстані та з'єднує міста Алмати та Хоргаз.

## Маршрут
- Казахстан
  - E40 Алмати
  - E011 Кокпек
  - E013 Коктал
- КНР
  - E013 Хоргаз